# Jay Murphy
Jay Dennis Murphy (Meriden, 26 giugno 1962) è un ex cestista statunitense, professionista nella NBA, in Francia e in Italia.
È il padre di Erik, Alex e Tomas, anch'essi cestisti.

## Carriera
È stato selezionato dai Golden State Warriors al secondo giro del Draft NBA 1984 (31ª scelta assoluta).